# الن ادلر
الن ادلر (انگلیسی: Allen Adler؛ ۲۵ دسامبر ۱۹۱۶ – ۳۰ ژانویهٔ ۱۹۶۴) یک فیلم‌نامه‌نویس، و رمان‌نویس اهل ایالات متحده آمریکا بود.